# Naturalis
Il Centro per la biodiversità Naturalis (Nederlands Centrum voor Biodiversiteit Naturalis) è un museo di storia naturale e centro di ricerca sulla biodiversità ubicato a Leida. Ospita una delle collezioni di storia naturale più grandi del mondo, che originariamente costituiva il Rijksmuseum van Natuurlijke Historie, fondato nel 1820.

## Collezioni

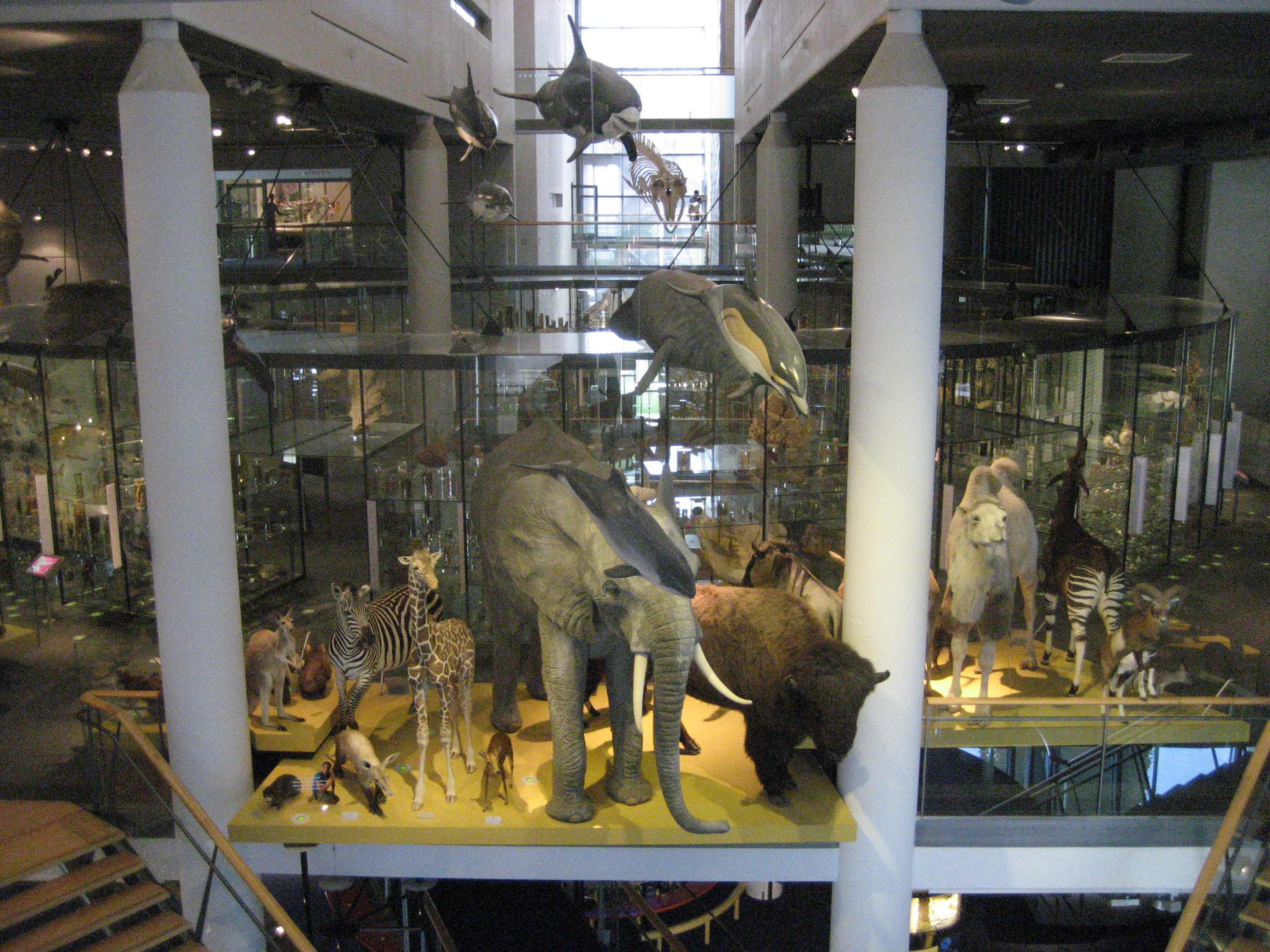
Una delle sale espositive del museo

Le sue collezioni di oltre 42 milioni di esemplari comprendono:
- 14.600.000 insetti
- 8.000.000 molluschi
- 1.600.000 altri invertebrati
- 615.000 vertebrati: 380.000 uccelli, 125.000 pesci, 60.000 rettili e anfibi, 50.000 mammiferi
- 9.100.000 fossili
- 500.000 rocce e minerali
- 4.900.000 piante vascolari
- 705.000 muschi
- 282.000 licheni
- 135.000 felci
- 350.000 funghi
- 250.000 alghe
- 12.000 galle
- 121.000 campioni di legno

Il museo custodisce inoltre oltre 140.000 libri, 14.000 riviste scientifiche, 57.000 stampe e disegni, 13.000 mappe, 91.500 microfiche, 310.000 fotografie e diapositive.
Tra di essi vi sono manoscritti e note di ricerca sul campo di molti esploratori e naturalisti del passato, tra cui:
- Heinrich Boie (1794‐1827)
- Pierre-Médard Diard (1794‐1863)
- Eltio Alegondas Forsten (1811‐1843)
- Johan Coenraad van Hasselt (1797‐1823)
- Ludwig Horner (1811‐1838)
- Franz Wilhelm Junghuhn (1809‐1864)
- Pieter Willem Korthals (1807‐1892)
- Heinrich Kuhl (1797‐1821)
- Heinrich Christian Macklot (1799‐1832)
- Salomon Müller (1804‐1863)
- Pieter van Oort (1804‐1834)
- Carl Schwaner (1817‐1851)
- Alexander Zippelius (1797‐1828)